# Estádio Romário de Souza Faria
Romário de Souza Faria, também conhecido como Marrentão ou Tamoio, é um estádio de futebol localizado em Xerém,  quarto distrito de Duque de Caxias, no Rio de Janeiro.
Seu nome é homenagem ao futebolista Romário, campeão mundial com a seleção brasileira na Copa do Mundo FIFA de 1994. 

## História
O estádio fazia parte do projeto da Prefeitura de Duque de Caxias para a reforma do Complexo Esportivo do Tamoio Futebol Clube (antigo nome do Duque de Caxias), em Xerém, passando a ser administrado pelo Duque de Caxias Futebol Clube, e é onde a equipe costumeiramente manda as suas partidas.
Foi reinaugurado, em outubro de 2007, com a partida entre o Duque de Caxias e o Vasco da Gama que terminou empatada em 1 a 1. A primeira partida oficial ocorreu em 30 de janeiro de 2008, quando o Cardoso Moreira venceu o Duque de Caxias por 2 a 1, em jogo válido pelo Campeonato Carioca.

## Capacidade
A capacidade do estádio é de apenas três mil e trezentos torcedores. Com isso o Duque de Caxias não pôde mandar os seus jogos da Série B do campeonato brasileiro no estádio.
Em 2009, o Duque de Caxias mandou seus jogos em: Édson Passos, em Mesquita; Raulino de Oliveira, em Volta Redonda; Maracanã, no Rio de Janeiro; e, por fim, no Los Larios, em Xerém, quarto distrito de Duque de Caxias.
No ano de 2010, o Tricolor mandou três jogos no Raulino de Oliveira, em Volta Redonda e, na sequencia da Série B 2010 mandou seus jogos no Engenhão, na cidade do Rio de Janeiro.

### Ampliação
A diretoria do Duque de Caxias estudava a ampliação do estádio para a disputa de jogos importantes no local. Entretanto, o estádio sofre com outros problemas, como difícil acesso, falta de estacionamento para jogos de grande porte, e falta de cabines de imprensa, que deverão ser resolvidos para a disputa de jogos importantes no local.
Em 2012, houve pequenas reformas no Estádio, como melhorias no placar, no vestiário e no gramado, possibilitando que o Duque de Caxias disputasse o estadual em casa. O estádio foi regularizado pela CBF para o Campeonato Brasileiro de Futebol de 2012 - Série C. Houve também alterações nas cabines de Rádio e camarotes.